# Пигаль, Жан-Батист
Жан-Бати́ст Пига́ль (фр. Jean-Baptiste Pigalle; 26 января, 1714, Рюэй-Мальмезон — 22 августа 1785, Париж) — скульптор французского неоклассицизма. Парижский учитель русского скульптора Ф. И. Шубина.

## Биография
Жан-Батист Пигаль происходил из семьи мастеров-краснодеревщиков. Учился скульптуре у Робера Ле Лоррена, ученика Ф. Жирардона, а затем у Ж.-Б. Лемуана. Однако его заявление о приёме в Школу изящных искусств в Париже было отклонено. Потерпев неудачу и в конкурсе на получение Римской премии, он в 1734 году отправился в Италию на собственные средства. Благодаря финансовой поддержке скульптора Гийома Кусту Старшего он смог пробыть там до 1739 года.

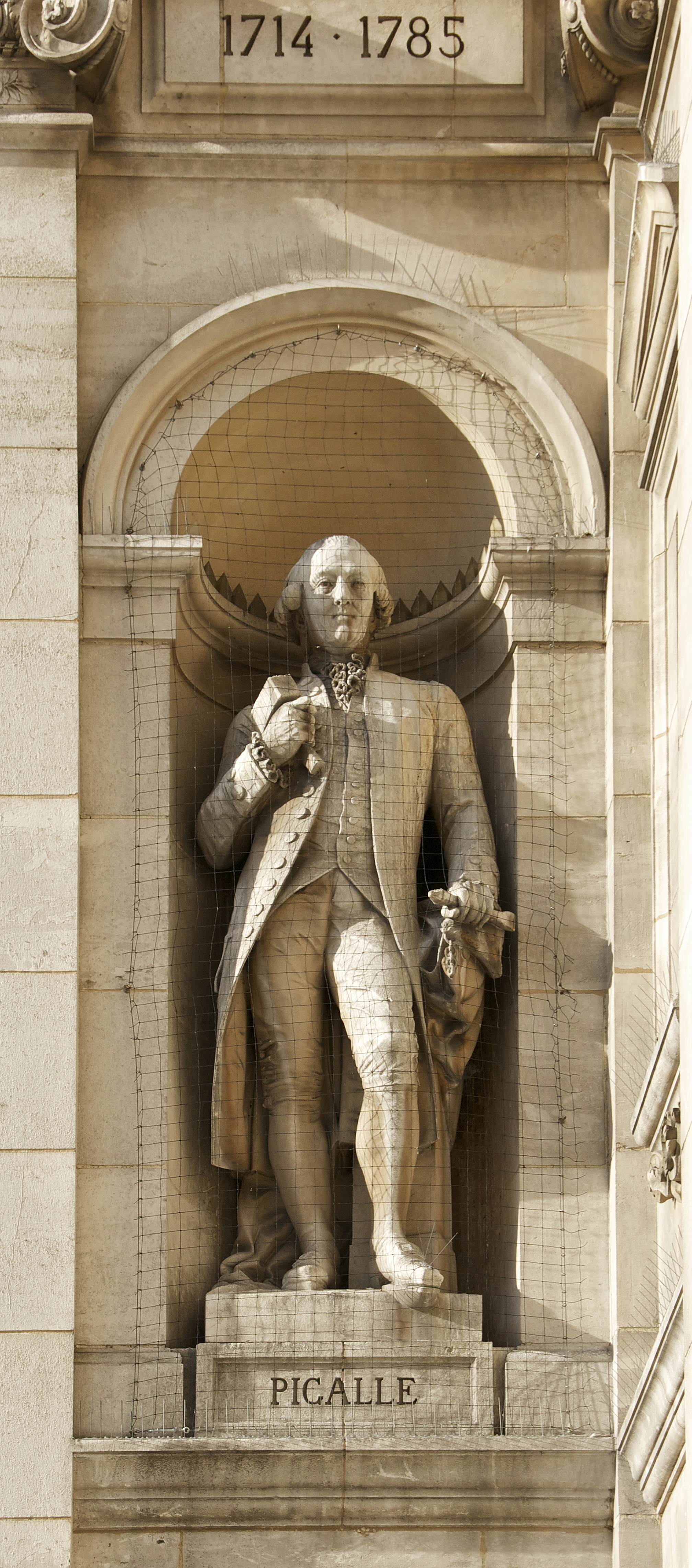
Статуя Ж.-Б. Пигаля. Отель де Виль, Париж

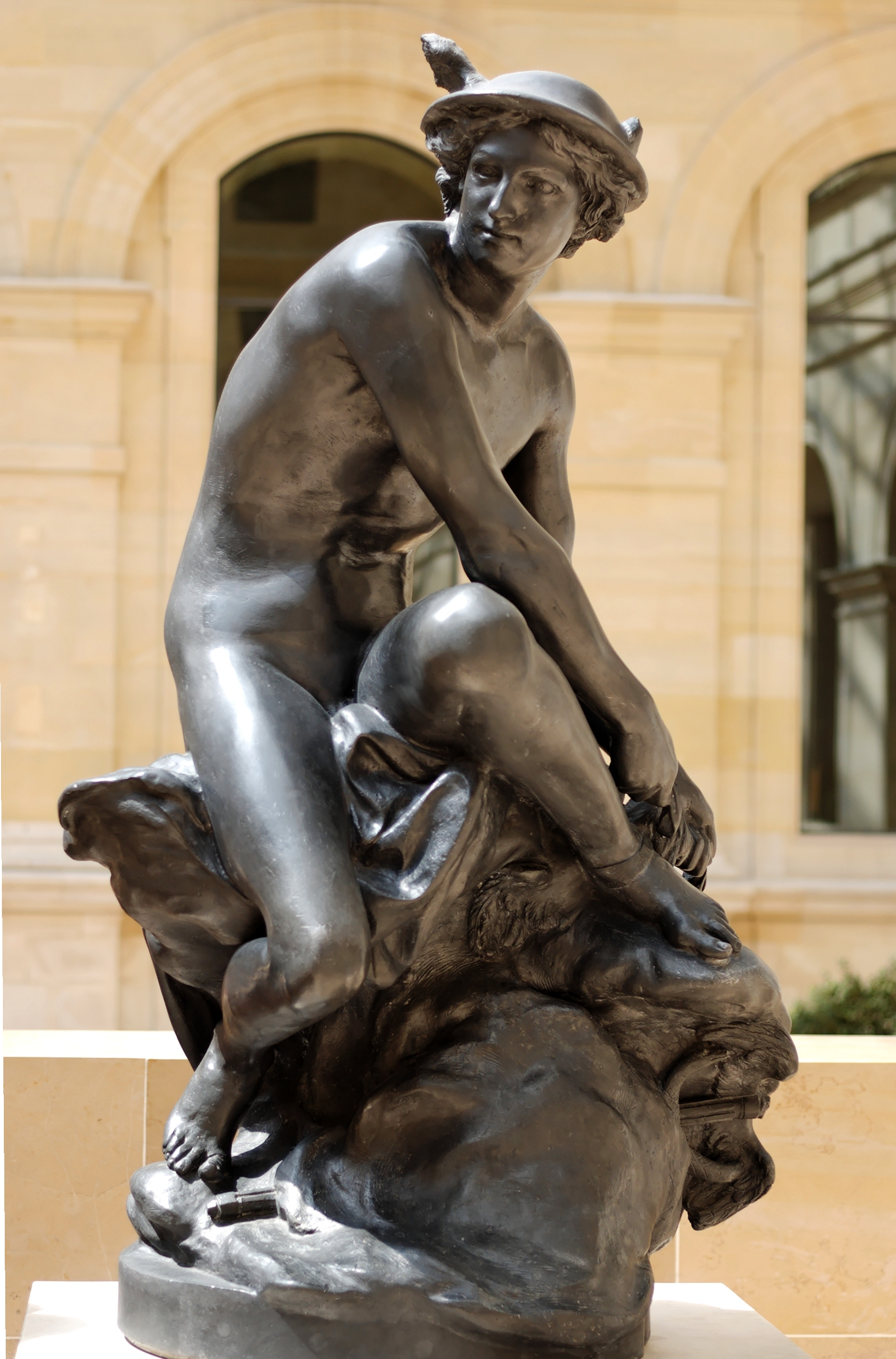
Меркурий, завязывающий сандалию. Вариант 1753 г. Свинец. Лувр, Париж

По возвращении на родину Пигаль жил в Париже, в доме, построенном его отцом в 1715 году на улице Месле, 42; сотрудничал со своим родственником Кристофом-Габриэлем Аллегреном, у которого там была студия. Благодаря успеху скульптуры «Меркурий, завязывающий сандалию» (1744) Пигаль смог наконец поступить в Школу изящных искусств.
В 1744 году Пигаль был избран в члены Королевской академии живописи и скульптуры, где впоследствии занимал одну за другой должности профессора (1752), ректора (1777) и канцлера (1785). Также до 1783 года Пигаль являлся старшим скульптором Академии.

## Творчество
По возвращении на родину Ж.-Б. Пигаль создал изваяние Святой Девы Марии для церкви Дома Инвалидов в Париже и две статуи Людовика XV, из которых одна была отправлена в Реймс, а другая помещена во дворце Бельвю.
Его индивидуальный стиль колебался на грани рококо и неоклассицизма. Творчество художника тяготело к камерным формам, мягкому лирическому стилю. Особое влияние на него оказали произведения Эдме Бушардона. Пигаль был известным художником, его работы ценили аристократические заказчики. Прослышав о его успехах, мадам де Помпадур, истинная покровительница искусств, в 1750 году взяла скульптора под свою опеку. Для маркизы он изваял несколько статуэток детей — обаятельных, но с налётом сентиментальности («Мальчик с клеткой для птиц», 1750). Жан-Батист Пигаль создавал портретные бюсты и статуи великих интеллектуалов, таких как Вольтер или Дидро, для последнего он, согласно письму Дидро к его жене в конце октября 1773 года, станет крёстным отцом внучки.
С течением времени Пигаль проявил себя мастером психологического портрета («Дидро», 1777). Его безупречное с точки зрения анатомии изображение нагого Вольтера (1770), выполненное незадолго до смерти философа и выставленное в парижском Салоне, вызвало скандал.
Наиболее грандиозные свершения Пигаля — напоминающие театральное представление гробницы герцога д’Аркура в соборе Парижской Богоматери и маршала Морица Саксонского в церкви св. Фомы в Страсбурге. Одной из самых знаменитых из работ Пигаля, скульптура «Меркурий, завязывающий сандалию», сделана в терракоте в Риме, где он учился в 1736—1739 годах. В 1744 году Пигаль выполнил мраморный вариант скульптуры.
Для дворца в Сан-Суси в Потсдаме он выполнил скульптуру «Венера», для Лувра — «Девушку, вынимающую из ноги занозу». После смерти Бушардона завершил конную статую Людовика XV, которая была установлена на площади Людовика XV (ныне Площадь Согласия). Умирая, Бушардон сам завещал довести до конца памятник «своему дорогому и прославленному собрату».
Знаменитые ученики Пигаля — Клодион, Ж.-Г.Муатт, Л.-Ф.Муши, А-Ж. Лебрен, Ф. И. Шубин. Брат Пигаля — Пьер Пигаль (1706—1752) был живописцем стиля рококо. Сын Пьера — Жан-Пьер Пигаль (1734—1796), скульптор неоклассического направления, с 1768 года работал в Италии.
Именем скульптора названы площадь и квартал в Париже.

## Галерея

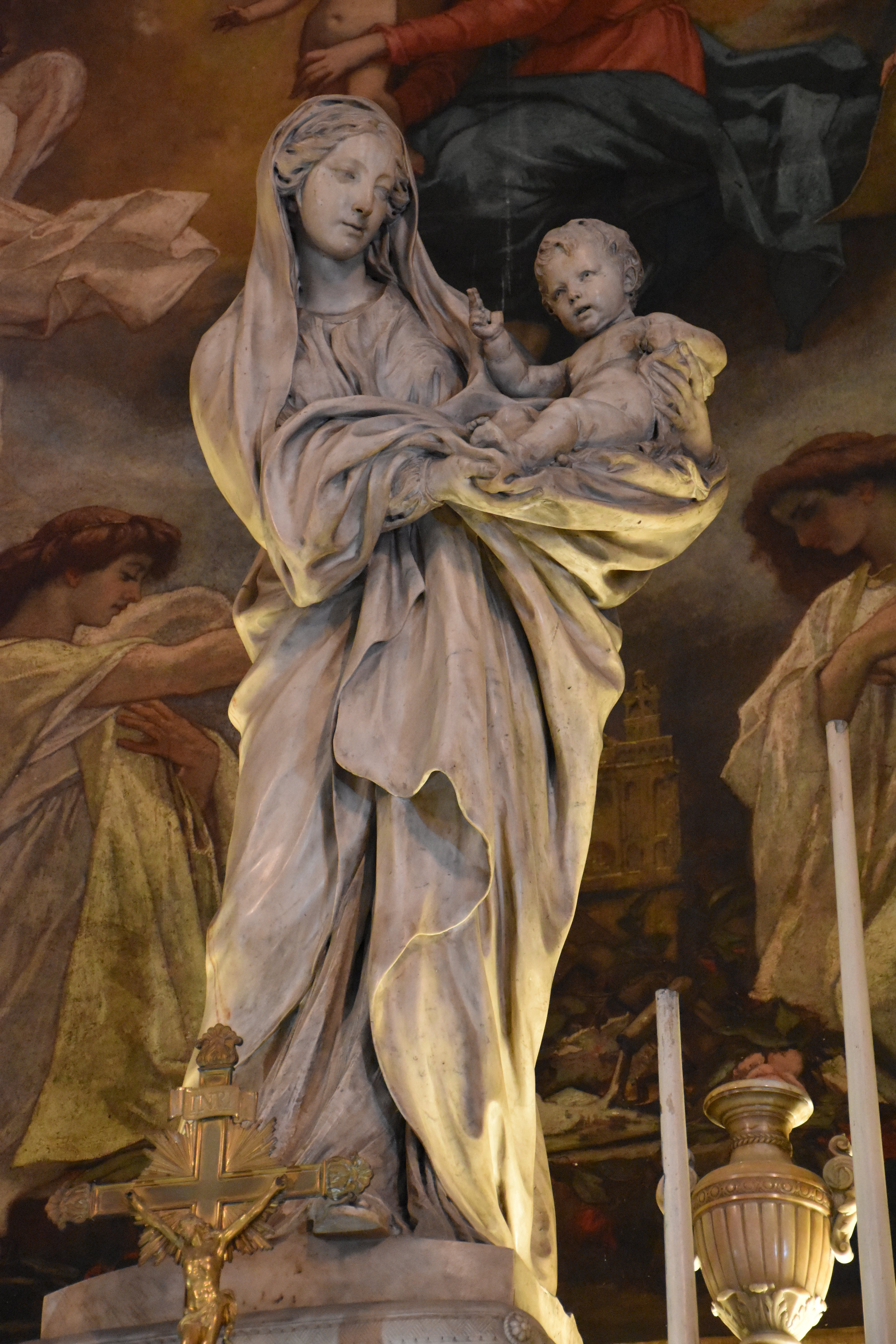
Мадонна с Младенцем. 1748. Мрамор. Церковь Сент-Эсташ, Париж
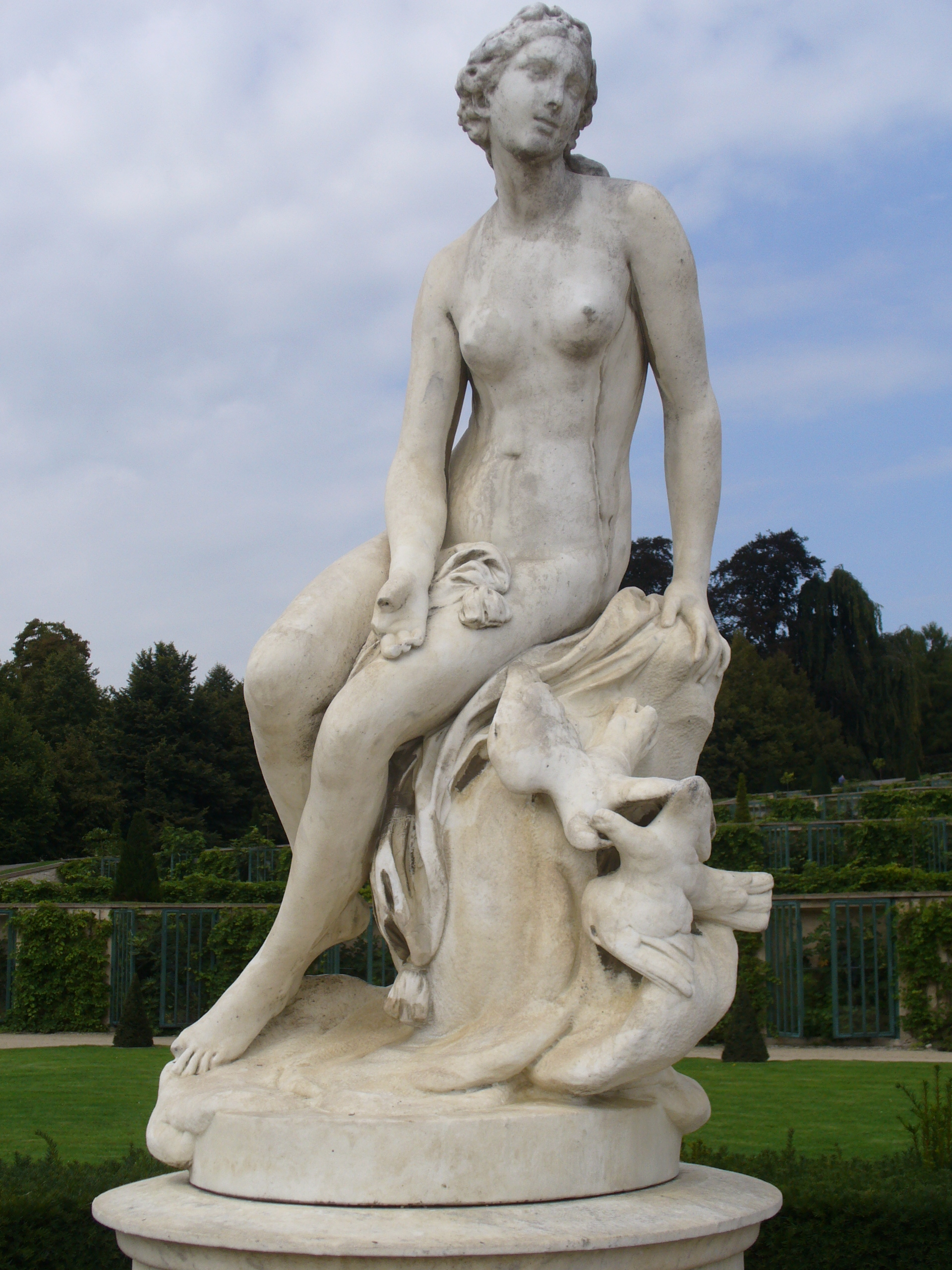
Венера. Копия работы Ж.-Б. Пигаля. Парк Сан-Суси
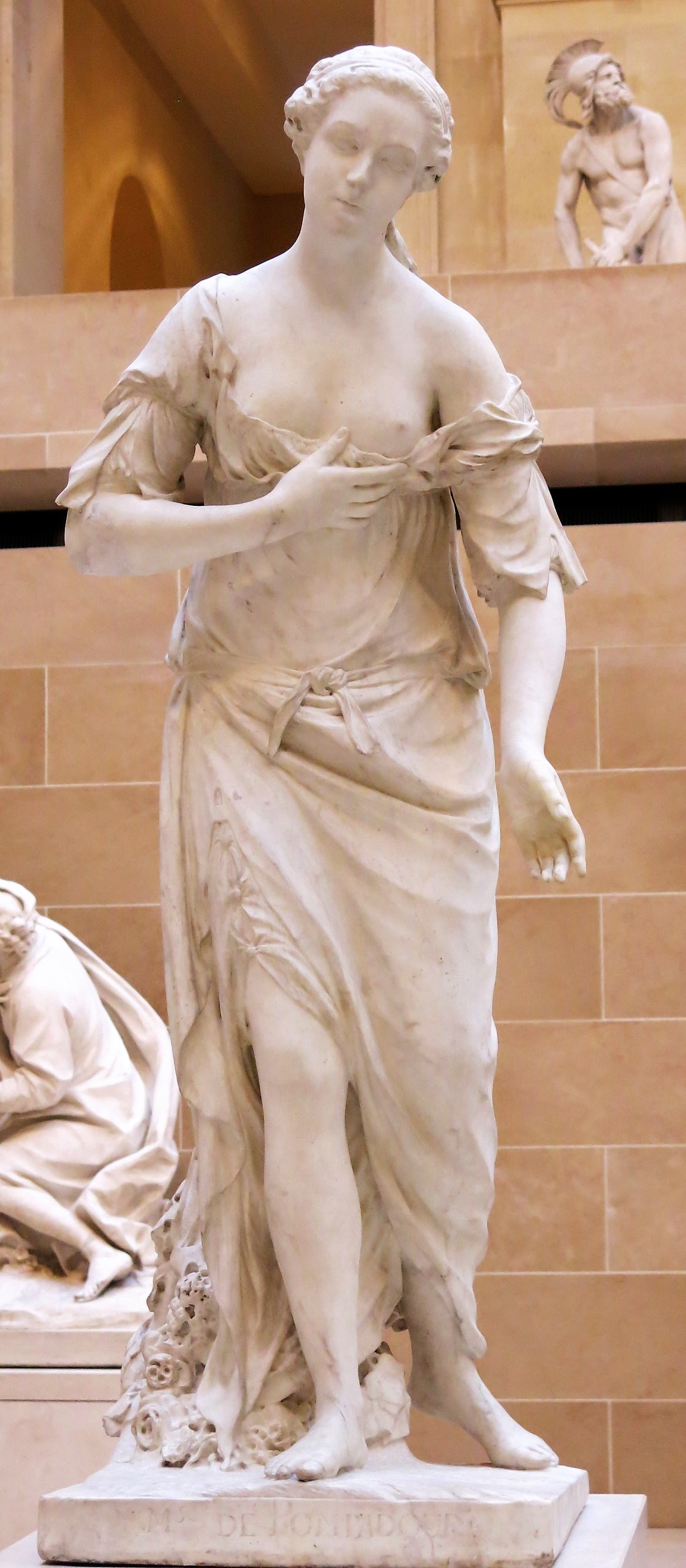
Мадам де Помпадур как аллегория Дружбы. 1753. Мрамор. Лувр, Париж
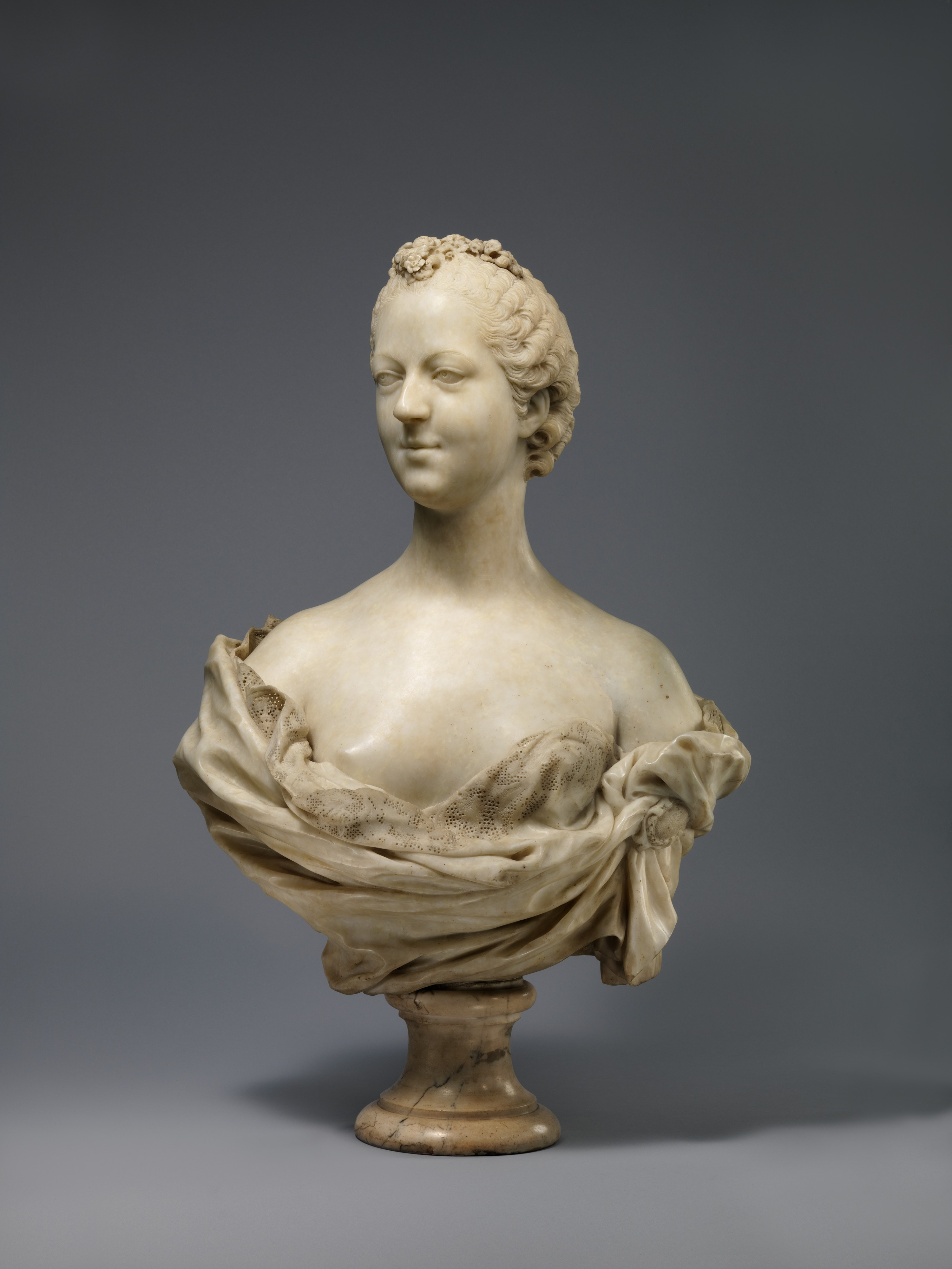
Мадам де Помпадур. Ок. 1750. Мрамор. Метрополитен-музей, Нью-Йорк
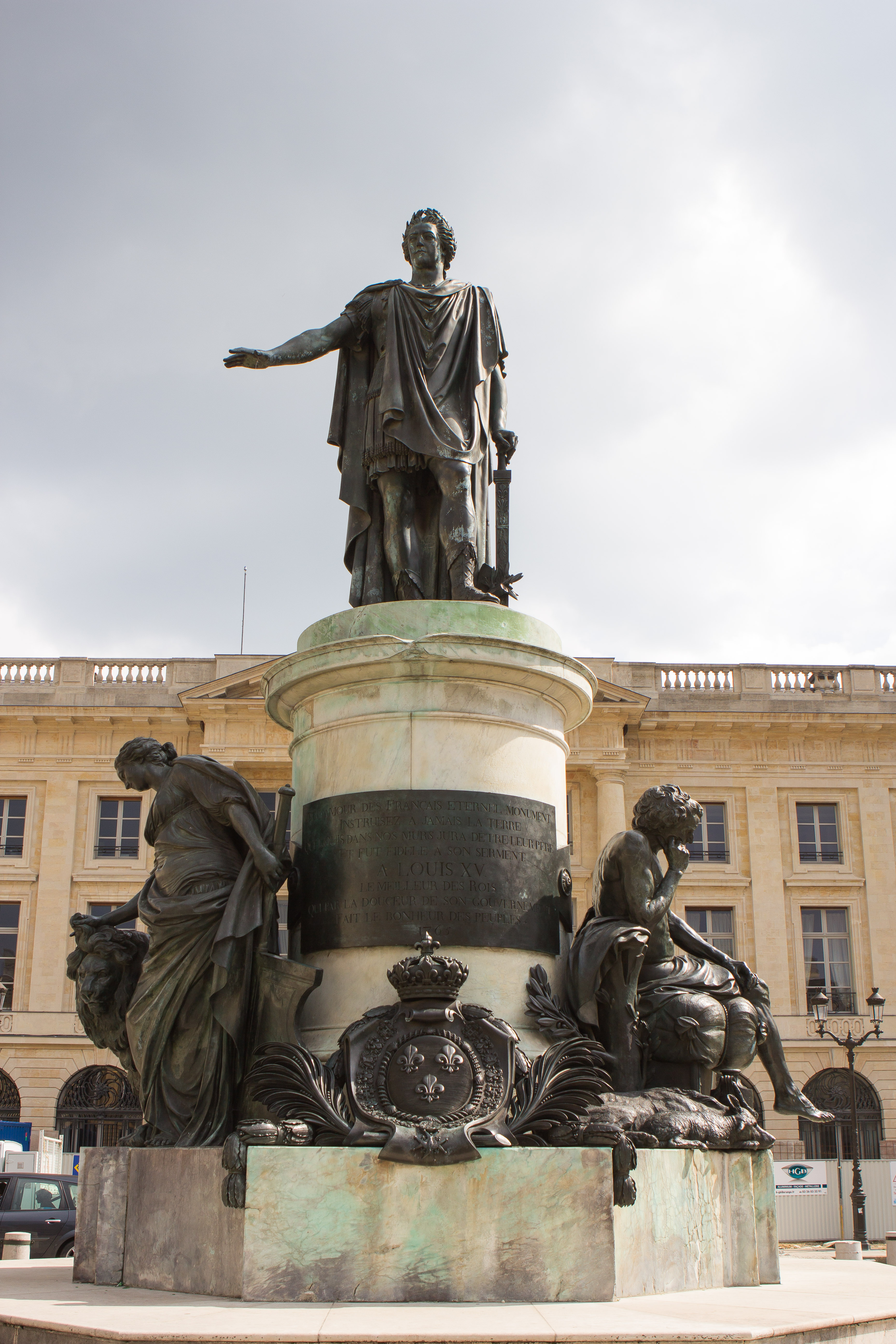
Статуя Людовика XV. Реймс
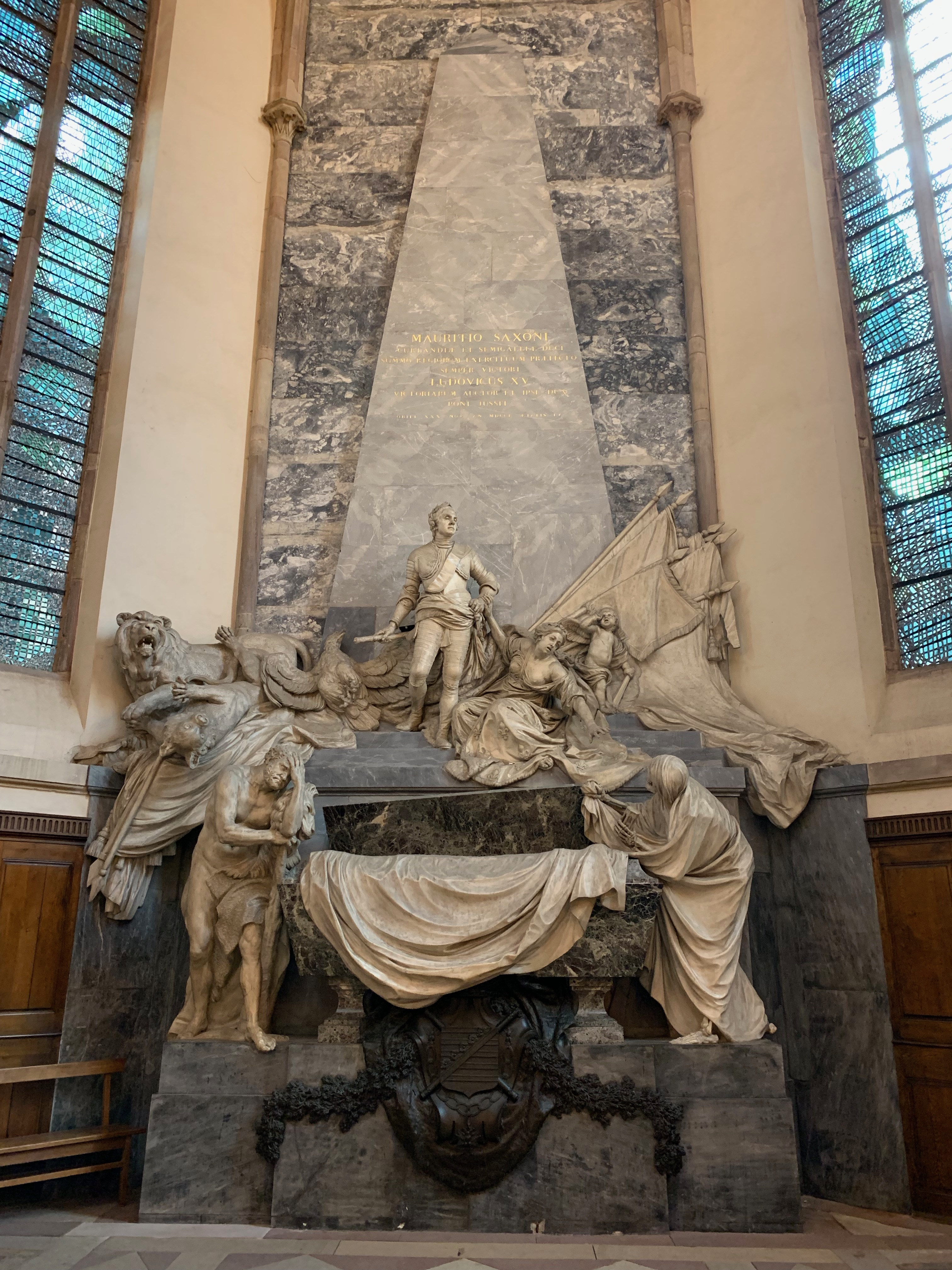
Гробница маршала Морица Саксонского. Церковь Святого Фомы, Страсбург
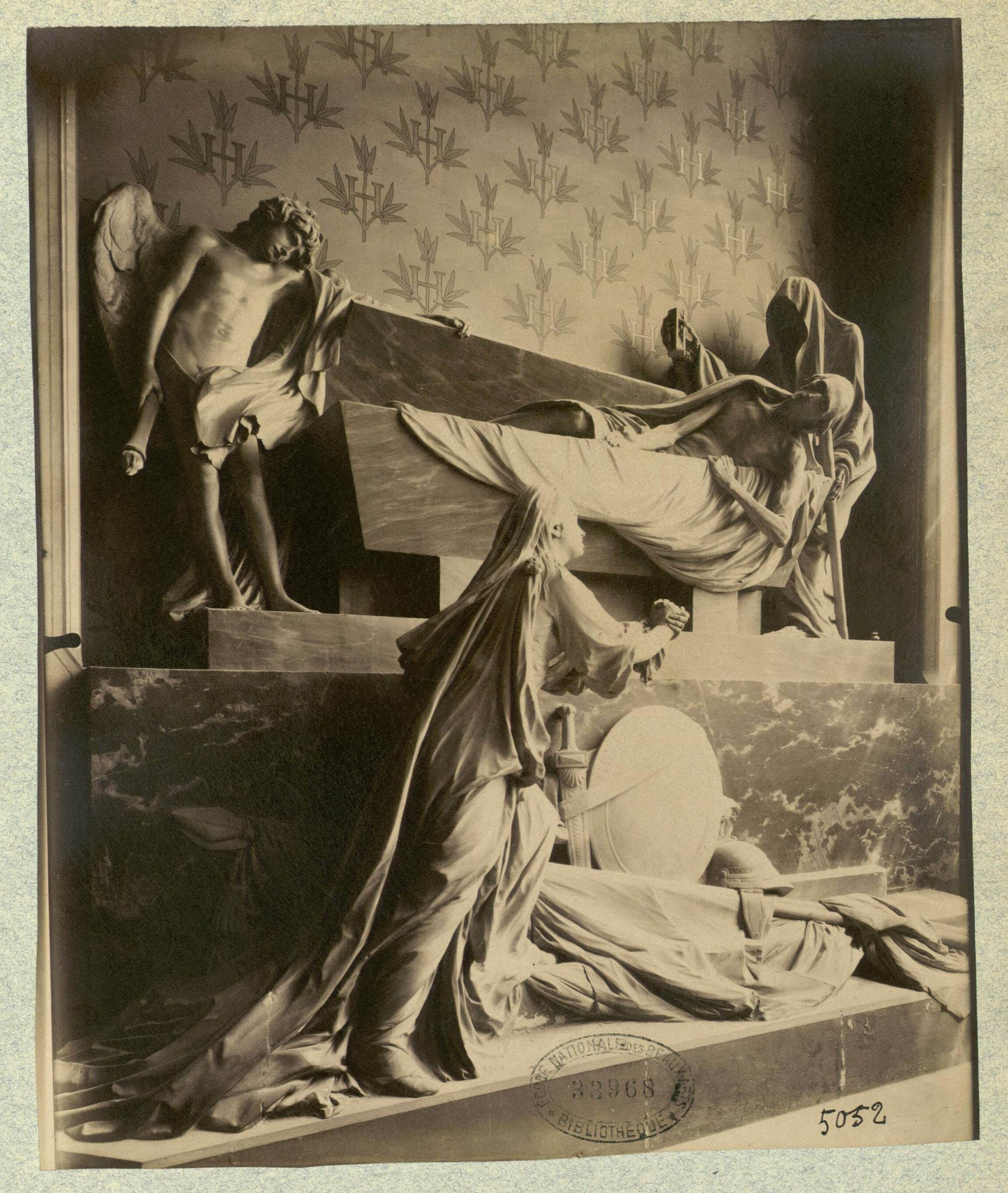
Гробница герцога д’Аркура, Собор Парижской Богоматери. Фотография 1908 г.
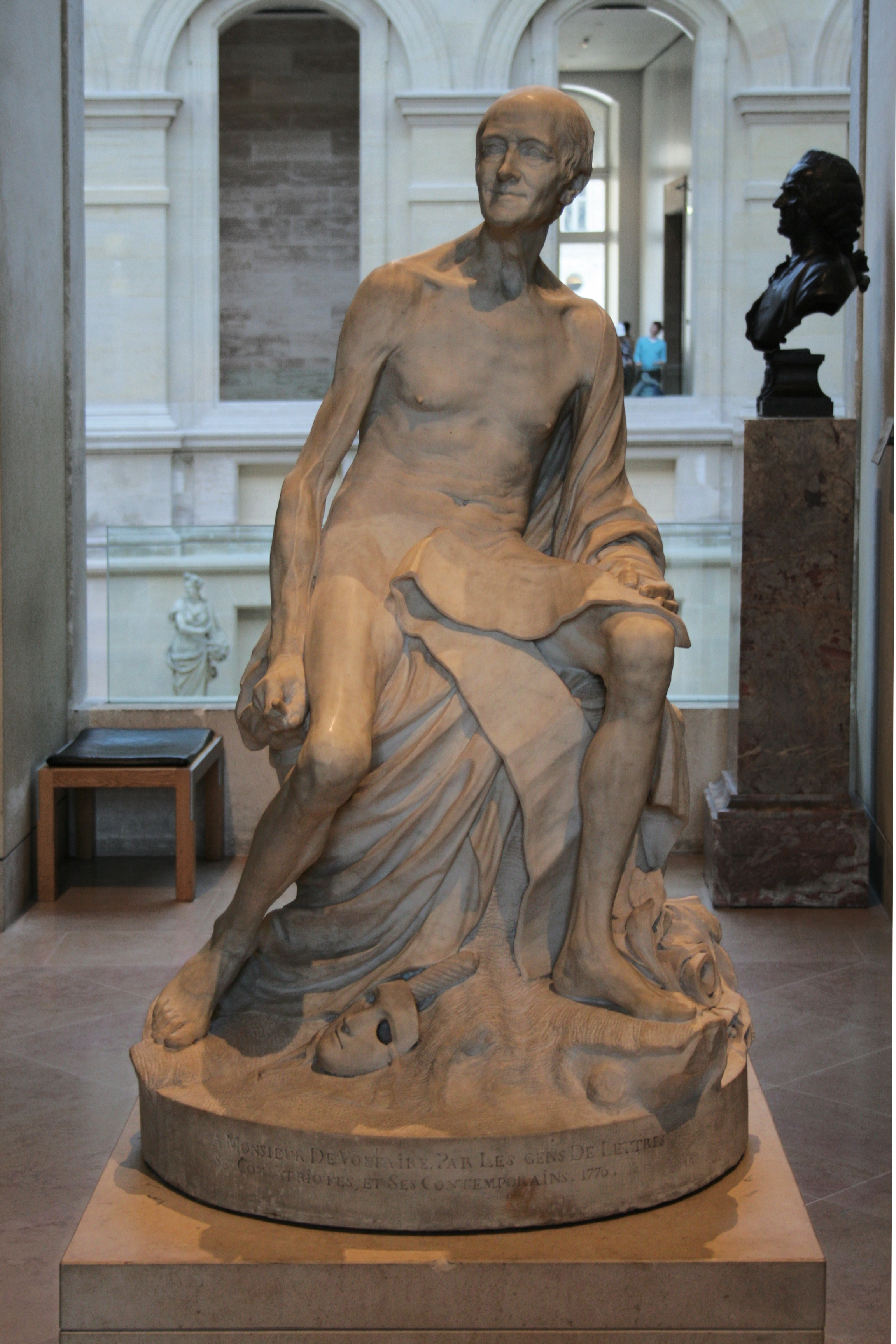
Обнажённый Вольтер. 1776. Мрамор. Лувр, Париж
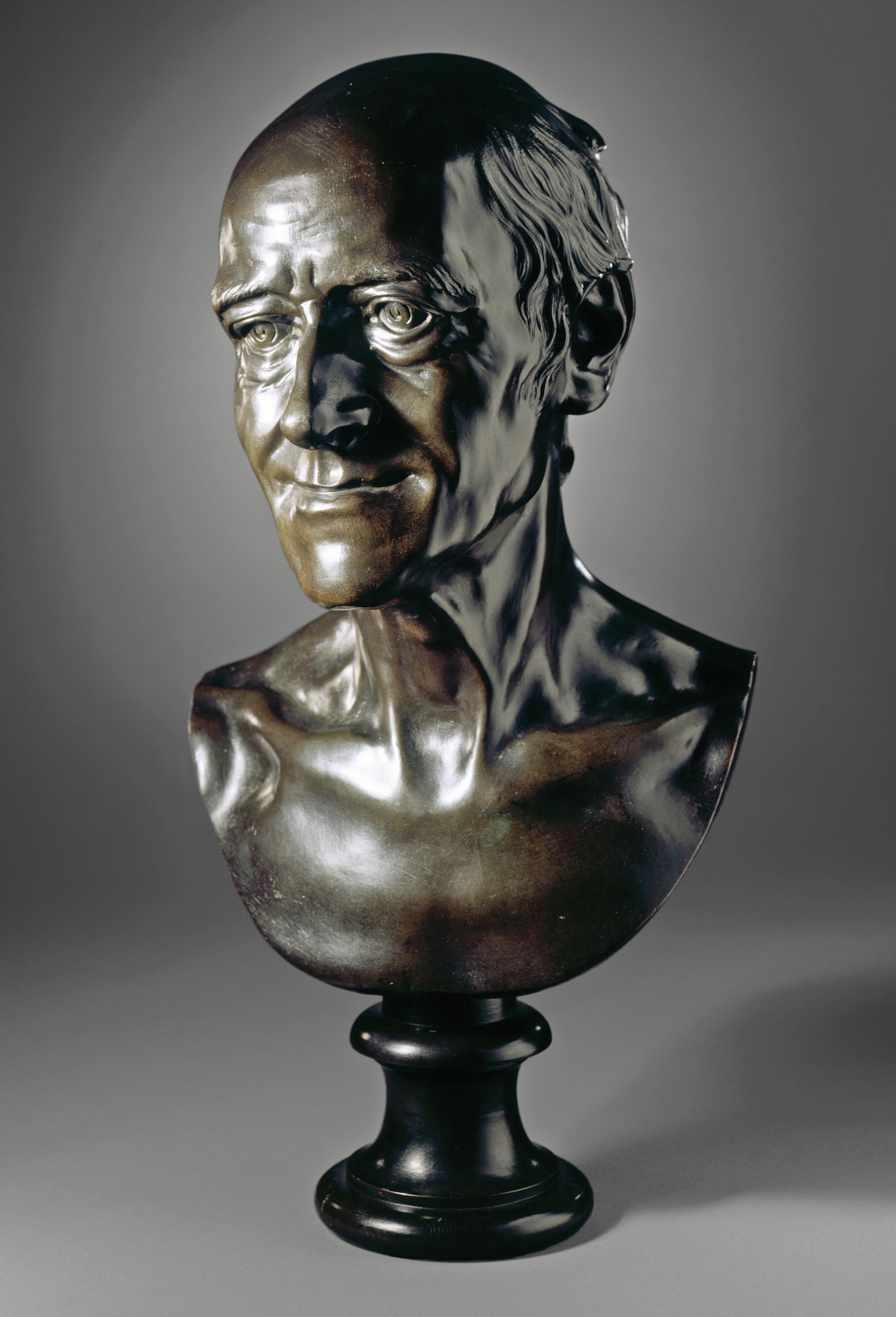
Бюст Вольтера. Ок. 1777. Бронза. Музей искусств округа Лос-Анджелес, США
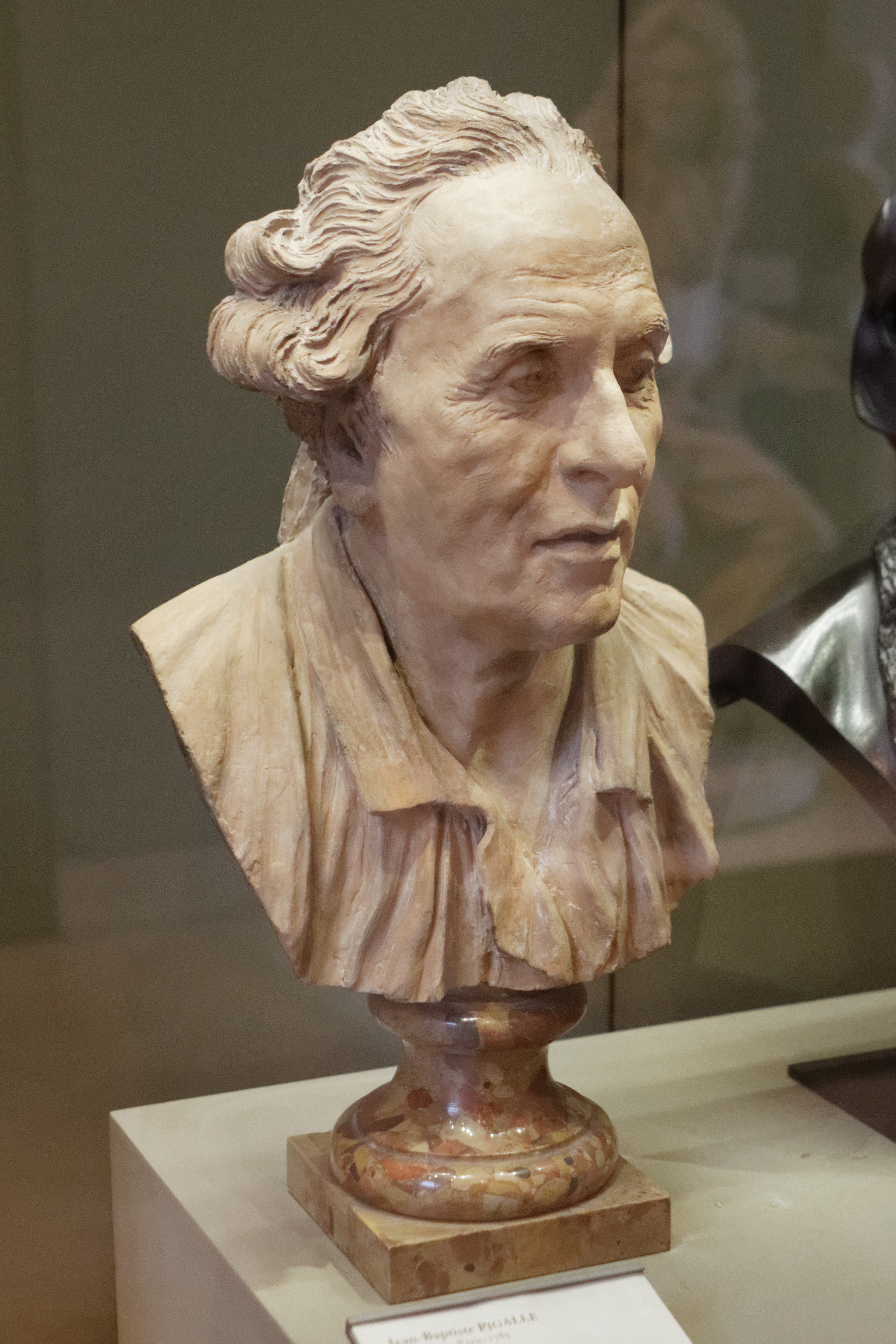
Автопортрет. 1770-е гг. Терракота. Лувр, Париж
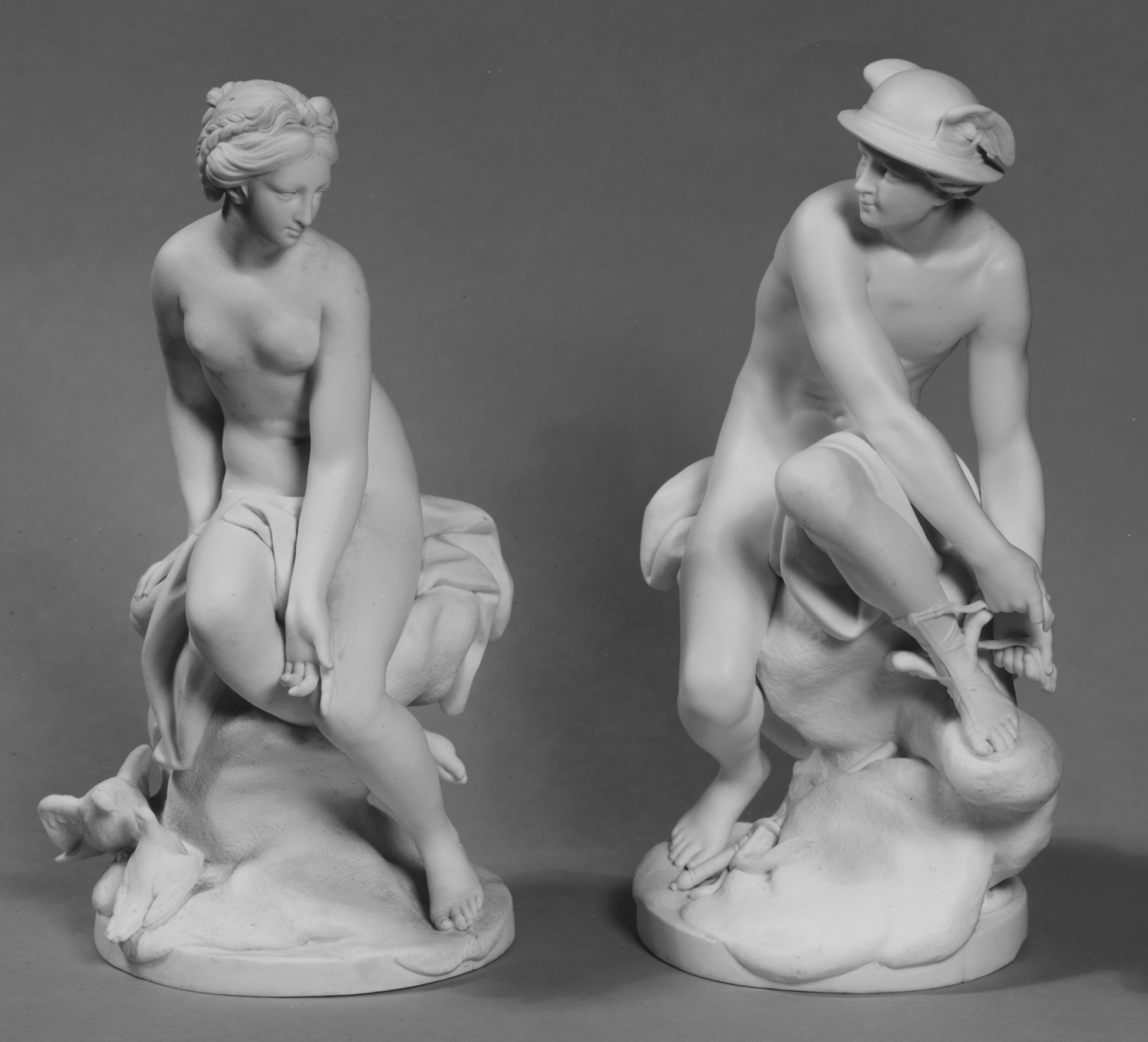
Статуэтки Венеры и Меркурия. По оригиналам Ж.-Б. Пигаля. Ок. 1770 г. Мягкий фарфор. Севрская фарфоровая мануфактура